# Onuphrius Bonfigli
Onuphrius Bonfigli, auch Onofrio Bonfigli (* 17. Jahrhundert in Livorno/Italien; † 18. Jahrhundert) war ein italienischer Mediziner und Mitglied der Gelehrtenakademie Leopoldina.

## Leben
Onuphrius Bonfigli war Stadtarzt in Krakau. Bonfigli forschte zum Weichselzopf (massive Verfilzung der Kopfhaare mit Hautbegleiterscheinungen). Michael Friedrich von Lochner und Gottfried Klaunig empfahlen Bonfigli der Gelehrtenakademie Leopoldina.
Am 1. März 1717 wurde Onuphrius Bonfigli mit dem akademischen Beinamen PALLADIUS I. als Mitglied (Matrikel-Nr. 325) in die Leopoldina aufgenommen.

## Veröffentlichungen
- (1720): De abusu in cura putridarum, et malignarum febrium dissertatio epistolaries
- mit Georgius Lubomirski (1720): De peste et eius contagio dissertatio epistolaris ab Onuphrio Bonfigli, conscripta sub auspicijs
- Dn. D. Onuphrii Bonfigli (1722): Observatio IV : Ren magnitudinis excedentis, & extra naturalem situm, interna substantia partim petrificatus, partim cavus, atque repletus foliata glutinositate inter urinam ibi stagnantem Digitalisat Digitalisat ganzer Text